# آلکساندر گیراگوسیان
آلکساندر ماتئوسی گیراگوسیان (ارمنی: Ալեքսան Մաթևոսի Կիրակոսյան؛ زادهٔ ۱۸ اوت ۱۹۱۸ - درگذشته ۹ ژانویهٔ ۲۰۰۷) یک سیاستمدار اهل ارمنستان بود که از تاریخ تا تاریخ سمت نماینده دوره‌های سوم و چهارم شورای عالی ارمنستان شوروی را برعهده داشت.

## زندگی‌نامه
وی در ۱۸ اوت ۱۹۱۸ در آیگاباتس به دنیا آمد و از دانشگاه دولتی علوم پرورشی خاچاطور آبوویان ارمنستان و مدرسه نظامی-سیاسی ولادیمیر لنین مسکو فارغ‌التحصیل گشت. وی همچنین برندهٔ جوایزی همچون نشان پرچم سرخ کار، نشان جنگ میهنی درجه یک و درجه دو، نشان انقلاب اکتبر شده‌است. وی در ۹ ژانویهٔ ۲۰۰۷ در سن ۸۸ سالگی در ایروان درگذشت.

## یادداشت
1. ↑  ՀԽՍՀ 4–11-րդ գումարումների Գերագույն խորհրդի պատգամավոր
2. ↑  Московское военно-политическое училище имени В. И. Ленина